# In the Year 2525
In the Year 2525 är en sång, skriven och komponerad av Rick Evans som var ena halvan av rockduon Zager and Evans. Låten utgavs på singel, först av det lilla skivbolaget Truth Records, och i april 1969 av RCA Records, och samma år kom den att bli en världshit. Låten är ett typiskt exempel på ett så kallat one-hit wonder då duon aldrig lyckades följa upp den stora framgången med låten. Duon blev unik genom att toppa både brittiska singellistan och amerikanska singellistan med denna låt, och sedan aldrig få någon mer singelplacering varken på den amerikanska Billboardlistan eller den Brittiska singellistan.
Låten hade undertiteln "Exordium & Terminus", vilket är latin och betyder "början och slutet". Den inleds med en talad introduktion som proklamerar: "-In the year 2525 - if man is still alive... " (År 2525, om människan fortfarande existerar...) och i verserna räknas sedan futuristiska scenarier och religiösa profetior upp i tusenårsintervaller. Efter 10.000 år slutar låten då mänskligheten dött ut, men låten startar om på nytt med proklameringen att, kanske i ett annat universum börjar samma historia om igen.
Lenne Broberg sjöng 1969 in sången med text på svenska av Lars Forssell, då vid namn "Anno 2202", och släppte den på singel samma år.

## Listplaceringar
| Lista (1969)   | Position         |
| -------------- | ---------------- |
| Australien     | 2 (Go Set)       |
| Belgien        | 1                |
| Danmark        | 2 (DR "Top Ti")  |
| Finland        | 2                |
| Frankrike      | 6                |
| Irland         | 1                |
| Kanada         | 1 (RPM)          |
| Nederländerna  | 1                |
| Norge          | 1                |
| Nya Zeeland    | 1 (NZ Listner)   |
| Schweiz        | 1                |
| Spanien        | 1                |
| Storbritannien | 1                |
| Sverige        | 1 (Kvällstoppen) |
| Sverige        | 1 (Tio i topp)   |
| USA            | 1                |
| Västtyskland   | 1                |
| Österrike      | 2                |